# Мстерская волость
Мстёрская во́лость — нижняя административно-территориальная единица в составе Вязниковского уезда Владимирской губернии Российской империи и СССР. Волостной центр — с. Мстёра. Ныне территория Вязниковского и Ковровского районов Владимирской области России.

## География
Реки Мстёрка, Клязьма

## История
Упразднена в 1929 году в связи с ликвидацией волостей, уездов и губерний.  Уезд преобразован в Вязниковский район в составе Владимирского округа вновь образованной Ивановской Промышленной области.

## Состав
По данным на 1913 год входили 66 населённых пунктов
- Богородское (ныне Акиньшино)
- Бортниково
- Ворошилиха
- Вязки
- Гавриха
- Городок
- Дубнево
- Ениха
- Жарчиха
- Жары
- Желобиха
- Зубариха
- Исаковка
- Ковыряиха (ныне Заовражная)
- Козловка
- Коробы
- Кочетиха
- Крутовка
- Кувезино
- Курмыш
- Лаврушино
- Левинская
- Леушиха (Занино)
- Лосье
- Лукино
- Мальчиха
- Медведево
- Метлино
- Митинская
- Мокрово
- Мстера — волостной центр
- Нагорново
- Напалиха
- Новоселки (ныне Новосёлка)
- Носково
- Огарково
- Пантелеево
- Пиголиха
- Платуниха
- Поляны
- Путятино
- Раменье
- Родиониха
- Рупосиха
- Свиново
- Сельцо
- Семейкино
- Семениха
- Семынь
- Слободка
- Сосновка
- Спас-Иваново
- Степаново
- Сувориха
- Татарово
- Третьяково
- Троицкое Татарово (ныне Троицкое-Татарово )
- Фатьяново
- Федорково
- Федосеиха
- Хомяковка
- Черемиска
- Черноморье
- Швари
- Шустово
- Яблонцы